# Audre cosquinia
Audre cosquinia är en fjärilsart som beskrevs av Eugenio Giacomelli 1928. Audre cosquinia ingår i släktet Audre och familjen Riodinidae. Inga underarter finns listade i Catalogue of Life.